# Grosso (Torino)
Grosso (piemontiul: Gròss) település Olaszországban, Lombardia régióban, Torino megyében. Lakosainak száma 997 fő (2023. január 1.). Grosso Corio, Mathi, Nole és Villanova Canavese községekkel határos.

## Népesség
A település népességének változása:
| Lakosok száma | 1026 | 1035 | 1025 | 997  |
|               | 2017 | 2018 | 2019 | 2023 |